# Coptotettix bannaensis
Coptotettix bannaensis är en insektsart som beskrevs av Zheng, Z. 2006. Coptotettix bannaensis ingår i släktet Coptotettix och familjen torngräshoppor. Inga underarter finns listade i Catalogue of Life.